# Guldmarkatta
Guldmarkatta (Cercopithecus kandti) är en primat i familjen markattartade apor som förekommer i Afrika. Djurets taxonomiska status är omstridd. Wilson & Reeder (2005) godkänner guldmarkatta som art och IUCN listar den som underart till diademmarkatta (Cercopithecus mitis).

## Utseende
Som namnet antyder har apan en gyllen päls på ryggen, kinderna och svansens rot. Däremot är pälsen på huvudets topp, på extremiteterna och vid svansens spets svart.

## Utbredning och habitat
Denna markatta förekommer i Virungabergen i gränsområdet mellan Rwanda, Uganda och Kongo-Kinshasa. En mindre population finns i Nyungwe Forest nationalpark i Rwanda. Apan vistas där i skogar med bambu som undervegetation eller i områden som helt är täckta av bambu. Utbredningsområdet ligger mellan 2500 och 3550 meter över havet. Det är mindre än 5000 km² stort.

## Ekologi
Individerna bildar vid födosöket mellanstora till stora flockar som kan ha upp till 62 medlemmar. På höga höjder är antalet vanligen mindre. Guldmarkattor uppsöker allmänt en av flera viloplatser vid dagens slut. Där delar sig flocken i flera mindre grupper med cirka fyra individer som sover tillsammans. Viloplatsen ligger uppe på bambuväxter och ofta vävas olika blad och stjälkar ihop för att göra viloplatsen mjukare. Födosöket sker vanligen i närheten av viloplatsen.
Antagligen finns en hierarki i flocken liksom hos babianer.
Guldmarkatta äter olika delar av bambu som blad och unga skott som vanligen är tillgängliga under hela året. Under tider med mogna frukter föredrar apan frukter. Arten äter dessutom andra växtdelar som blommor och kvistar från buskar. Födan kompletteras med några ryggradslösa djur som larver eller puppor av fjärilar.

## Status
Regionen är skyddad enligt lag men fortfarande pågår skogsavverkningar som hotar djurets bestånd. IUCN listar guldmarkattan därför som starkt hotad (EN).